# 나쓰메 소세키 연보
이 문서는 일본의 소설가인 나츠메 소세키의 연보이다. 연보에 표기된 나이는 일본식 만 나이이다.
- 1867년(게이오(慶応) 3년) 2월 9일(음력 1월 5일) (0세) 에도 우시고메바바 시모요코초(江戸牛込馬場下横町, 현재의 신주쿠구 기쿠이초(喜久井町) 1번지)에서, 아버지 나츠메 고헤 나오카츠(夏目小兵衛直克)와 어머니 나츠메 지에(ちゑ,千枝)의 5남 3녀의 막내로 태어나다.[1]
- 1868년 (1세)　시오바라(塩原)가의 양자로 입양되다.
- 1874년 (7세)　공립 도다(戸田)학교 부설 소학교 8학년에 입학.
- 1876년 (9세)　공립 이치가야(市谷)학교 부설 소학교 4학년으로 전학.
- 1878년 (11세) 4월, 이치가야학교 부설 소학교 8학년 졸업. 10월 니시키하나(錦華)소학교(오챠노미즈 소학교의 전신) 보통과(小学尋常科) 2학년 후기 졸업.
- 1879년 (12세) 도쿄 부립 제1중학교 정칙과(正則科, 히비야 고교의 전신) 입학.
- 1881년 (14세) 생모 사망. 제1중학교 퇴학. 한학 공부.(그는 한시를 애송할 정도로 한학에 일가견이 있었음). 사립 니쇼(二松)학사에 입학.
- 1883년 (16세)　간다 스루가다이(神田駿河台)의 세이리츠(成立) 학사에 입학.
- 1884년 (17세)　대학예비문(大学予備門) 준비과정 입학.(이미 영어공부에 열중하고 있었음)
- 1886년 (19세)　대학예비문이 제일고등중학교(훗날 제일고등학교)로 명칭변경.
- 1888년 (21세)　나츠메(夏目)가로 호적을 되돌림. 제일고등중학교 영문과 입학.
- 1889년 (22세)　마사오카 시키를 알게되다.
- 1890년 (23세)　동경제국대학 문과대 영문과 입학. 딕슨교수의 의뢰로 “호조키”(方丈記)를 영역하다.
- 1892년 (25세)　4월 징병을 피하기 위해 홋카이도(北海道)의 평민이 되다. 5월 동경전문학교의 강사가 되다.
- 1893년 (26세)　고등사범학교(훗날 동경고등사범학교)에서 근무하다. 신경쇠약에 걸리다.
- 1894년 (27세)　폐결핵 초기 진단을 받다.
- 1895년 (28세)　4월 친구인 스가 도라오(菅虎雄)의 알선으로 에히메현 마츠야마(松山)중학교 교사가 되다. (이 경험이 도련님의 소재가 됨)
- 1895년　12월 귀족원 서기관장 나카네 시게카즈(中根重一)의 장녀 교코(鏡子)와 결혼.
- 1896년 (29세)　쿠마모토(熊本)현 제5고등학교 강사가 되다.
- 1897년 (30세)　6월 생부 나오카츠 사망, 7월 처 교코 유산.
- 1900년 (33세)　영국 런던에 2년간 국비유학을 떠나다.
- 1903년 (36세)　귀국후 제일고등학교와 동경대에서 강사를 하다. "문학론"을 강의하다.
- 1905년 1월 (38세) 하이쿠 잡지 호토토기스(ホトトギス, 두견새)에 “나는 고양이로소이다”(吾輩は猫である) 발표. 연재를 시작하다. 런던탑, 칼라일 박물관, 환영의 방패를 발표.
- 1906년 (39세) 도련님(坊っちゃん), 풀베게(草枕), 취미의 유전(趣味の遺伝); 목요회(木曜会)를 시작함.
- 1907년 (40세) 아사히 신문사에 입사. 전업작가의 길을 걷기 시작함. 우미인초(虞美人草)
- 1908년 (41세) 갱부(坑夫), 몽십야(夢十夜)
- 1909년 (42세) 산시로(三四郎), 영일소품(永日小品), 그 후(それから), 만한기행(満韓ところどころ)
- 1910년 (43세)　위궤양으로 각혈하고 일시적이나마 위독해짐. 이를 슈겐지 대환(修善寺の大患)이라 부름. 문(門)
- 1911년 (44세)　2월 문학박사 호칭을 거부. 8월 칸사이에서의 강연 후 위궤양이 재발하여 오사카에 입원.
- 1912년 (45세) 피안이 지날때까지(彼岸過迄), 행인(行人)
- 1913년 (46세) 심각한 신경쇠약으로 괴로워함.
- 1914년 (47세) 마음(こゝろ), 나의 개인주의(私の個人主義)
- 1915년 (48세) 12월경부터 기쿠치 칸, 아쿠타가와 류노스케가 목요회에 참가함. 유리문의 안쪽, 노방초.
- 1916년 12월 9일 (49세) 위궤양 악화로 “명암”(明暗) 집필중 사망.
- 1984년 - 2004년　1000엔 지폐에 초상이 실림.